# Mariusz Buhardt
Mariusz Olgierd Julian Buhardt (ur. 9 kwietnia 1891 w Warszawie, zm. 12 listopada 1964 w Penley) – major administracji (piechoty) Wojska Polskiego, działacz niepodległościowy, kawaler Orderu Virtuti Militari.

## Życiorys
Urodził się 9 kwietnia 1891 w Warszawie, ówczesnej stolicy Królestwa Polskiego, w rodzinie Lucjana i Jadwigi z Żejmów. Był starszym bratem Zbigniewa (ur. 1897). W 1912 ukończył Gimnazjum Wojciecha Górskiego w Warszawie, w 1917 kursy dla urzędników administracyjnych zorganizowane przez Towarzystwo Kursów Naukowych, a w 1918 trzy semestry w Szkole Nauk Politycznych.
14 października 1914 wstąpił do Polskiej Organizacji Wojskowej. Ukończył w niej szkoły: żołnierską, podoficerską i podchorążych. 5 sierpnia 1915 zmobilizowany do Batalionu Warszawskiego POW i wyznaczony na stanowisko sekcyjnego w I plutonie 1. kompanii. 22 sierpnia tego roku został mianowany starszym żołnierzem, a po wcieleniu batalionu do I Brygady Legionów Polskich przydzielony do III batalionu 1 pułku piechoty. W szeregach tego pułku wziął udział w kampanii wołyńskiej, a później został przydzielony do posterunku żandarmerii polowej w Kamieńsku. Od stycznia 1916 pełnił służbę żandarma w Domu Rekonwalescentów Polskich Legionów w Kamieńsku. W maju zachorował i trafił do szpitala. Po zakończeniu leczenia został przydzielony do Stacji Zbornej LP w Krakowie. 27 sierpnia został superabitrowany. We wrześniu wrócił do Warszawy. Od 14 października 1916 służył w Żandarmerii POW. Awansował na podoficera, a następnie podchorążego POW.
W listopadzie 1918 wstąpił do Wojska Polskiego. W grudniu 1918 został przydzielony Milicji Ludowej, a 3 stycznia 1919 wyznaczony na stanowisko kierownika referatu nr IIIb (politycznego) w Komendzie Głównej Milicji Ludowej. Tego samego dnia rozkazem Dowództwa Okręgu Generalnego Warszawa został mianowany podchorążym. W marcu 1919 kierował pracą wywiadowczą w czasie ekspedycji karnej w ziemi kieleckiej, która była skierowana przeciwko bandytyzmowi i tzw. zielonym kadrom. 1 maja 1919, na własną prośbę, został przeniesiony do Ekspozytury w Wilnie Oddziału II Naczelnego Dowództwa WP na stanowisko zastępcy kierownika Sekcji Defensywy, podporucznika Rybickiego. 1 listopada tego roku został wyznaczony na stanowisko dowódcy posterunku nr 3 w Lidzie Sekcji Defensywy Frontu Litewsko-Białoruskiego, a 1 stycznia 1920 przeniesiony na stanowisko dowódcy posterunku nr 3 w Mołodecznie.
3 maja 1922 został zweryfikowany w stopniu porucznika ze starszeństwem od 1 czerwca 1919 i 1479. lokatą w korpusie oficerów piechoty. W 1923 pełnił służbę w Dowództwie Okręgu Korpusu Nr III w Grodnie na stanowisku referenta Oddziału II Sztabu, pozostając oficerem nadetatowym 66 pułku piechoty w Chełmnie. W następnym roku pozostawał w 66 pp. W 1928 służył w 6 pułku piechoty Legionów w Wilnie, a w 1932 w Sztabie Głównym w Warszawie.
Na stopień majora został mianowany ze starszeństwem z 19 marca 1939 i 6. lokatą w korpusie oficerów administracji, grupa administracyjna. Był to tzw. „awans emerytalny”, związany z przeniesieniem w stan spoczynku. W tym czasie pełnił służbę w Szefostwie Wywiadu Korpusu Ochrony Pogranicza na stanowisku I zastępcy szefa wywiadu.
Po wybuchu II wojny światowej pozostawał początkowo bez przydziału, po 8 września 1939 służył jako oficer do zleceń w Dowództwie Obszaru Warownego „Wilno”. 19 września 1939 ze swoją jednostką przekroczył granicę litewską. Został internowany, zbiegł z obozu 8 października 1939. 27 października 1939 powrócił do Wilna. Tam wstąpił do organizacji Służba Zwycięstwu Polski, po jej przekształceniu został członkiem Związku Walki Zbrojnej. Był kierownikiem grupy wywiadowczej. Został zdekonspirowany i w lutym 1940 przedostał się do Szwecji. Tam służył w placówce wywiadowczej "Sajgon", następnie w Ekspozyturze "Północ" Oddziału II Sztabu Naczelnego Wodza w Sztokholmie i Attachacie Wojskowym w Helsinkach. Po likwidacji polskiego poselstwa w Helsinkach powrócił do Szwecji, a w sierpniu 1941 przedostał się do Wielkiej Brytanii. 15 sierpnia 1941 zgłosił się w Stacji Zbornej Oficerów w Rothesay. 15 stycznia 1942 został przeniesiony w stan nieczynny. Powrócił do służby z dniem 1 stycznia 1944. Do marca 1945 służył w Centrum Wyszkolenia Zarządu Wojsk i Ośrodku Prac Okupacyjnych, następnie w Wydziale Opieki nad Żołnierzem Jednostek Wojskowych w Wielkiej Brytanii. W 1947 wstąpił do Polskiego Korpusu Przysposobienia i Rozmieszczenia. Od 1949 mieszkał w polskim osiedlu w Penrhos. Zmarł 12 listopada 1964, w polskim szpitalu w Penley, został pochowany na cmentarzu we Wrexham (razem z żoną).

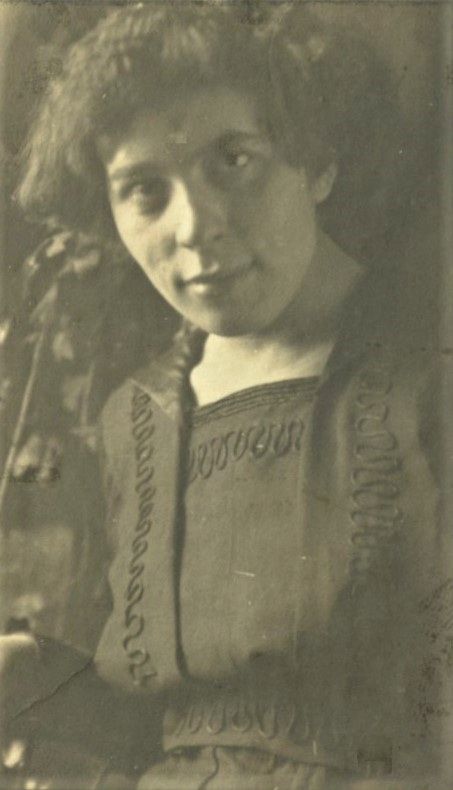
Henryka z Jaroszyńskich Buhardtowa

## Życie prywatne
Był żonaty z Henryką Jaroszyńską (1895–1961), córką literata Tadeusza Jaroszyńskiego i Natalii z Rakowskich, działaczką niepodległościową, odznaczoną Krzyżem Niepodległości.

## Ordery i odznaczenia
- Krzyż Srebrny Orderu Wojskowego Virtuti Militari nr 4972 – 1921[24]
- Krzyż Niepodległości – 5 sierpnia 1937 „za pracę w dziele odzyskania niepodległości”[25]
- Krzyż Walecznych dwukrotnie
- Srebrny Krzyż Zasługi (1927)[20]
- Odznaka „Za wierną służbę” nr 4618 – 6 sierpnia 1916[4]